# Le Nettoyeur (téléfilm)
Pour les articles homonymes, voir Le Nettoyeur.
Le Nettoyeur (Down 'n Dirty) est un téléfilm américain réalisé par Fred Williamson et diffusé en 2001.

## Synopsis
Vétéran irréprochable, le policier Dakota Smith vient de perdre son coéquipier et meilleur ami dans l'exercice de ses fonctions. Son enquête l'amène vite à suspecter un politicien haut placé mais les preuves pouvant l'incriminer disparaissent étrangement. Persévérant, l'agent va se retrouver entraîné dans un tourbillon mêlant chantage, corruption, falsification, kidnapping et meurtre. Dès l'ors, une seule solution s'impose : un nettoyage en force...

## Fiche technique
- Titre original : Down 'n Dirty
- Réalisateur : Fred Williamson
- Scénario : Michael Thomas Montgomery
- Photographie : James M. LeGoy
- Musique : Johnny Ross
- Durée : 96 minutes
- Date de diffusion : 2001

## Distribution
- Fred Williamson : Dakota Smith
- Gary Busey : D. A. Mickey Casey
- Bubba Smith : Det. Jerry Cale
- David Carradine : Gil Garner
- Tony Lo Bianco : Détective Dan Ward
- Beverly Johnson : Sandra Collins
- Randy J. Goodwin : Nick Gleem
- Charles Napier : Capitaine Jerry Teller
- Andrew Divoff : Jimmy
- Suzanne von Schaack : Lisa Stevens